# Au-delà de l'ombre
Pour plus de détails, voir Fiche technique et Distribution.
Au-delà de l'ombre (arabe : في الظل) est un documentaire franco-tunisien réalisé par Nada Mezni Hafaiedh, sorti en 2017.

## Synopsis
Ce film suit le quotidien d'Amina Sboui, activiste des droits humains entourée de ses amis, des personnes rejetées par leurs familles à cause de leurs orientations sexuelles et qu'elle héberge chez elle.
À travers ce film, dont les événements qui se déroulent dans une villa à Sidi Bou Saïd, on découvre les défis auxquels la communauté LGBT en Tunisie est exposée dans sa lutte pour obtenir ses droits et son combat contre la discrimination basée sur l'orientation et l'identité sexuelle.

## Distribution
- Amina Sboui
- Sandra Neifer
- Ramy Ayari
- Atef Pucci
- Ayoub Moumene

## Distinctions
Le film remporte le Tanit de bronze lors des Journées cinématographiques de Carthage 2017 dans la catégorie « Longs métrages documentaires ».